# Fleet Problem

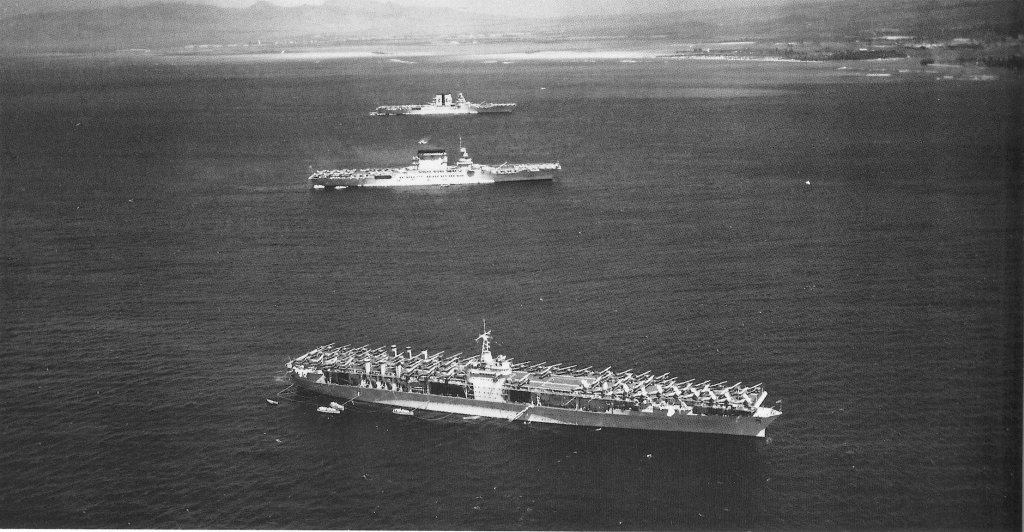
USS „Ranger” (CV-4), „Lexington” (CV-2) i „Saratoga” (CV-3) podczas manewrów Fleet Problem XIX.

Fleet Problem – odbywające się cyklicznie w latach 1923–1940 amerykańskie ćwiczenia wojskowe, największe manewry amerykańskiej marynarki wojennej w okresie międzywojennym. 
Doroczne manewry Fleet Problem (Problemy Floty) angażowały większość zasobów marynarki, której elementy operowały przeciwko sobie nawzajem. Głównym założeniem tych manewrów było zapewnienie marynarce, a zwłaszcza jej najwyższym dowódcom, szkolenia z zakresu zdolności do podejmowania decyzji w możliwie najbardziej realistycznych warunkach. Przeprowadzano w nich symulacje starć morskich, w tym symulacje strzeleckie i manewrów taktycznych, operacje desantów morskich, lecz także ćwiczenia lekkich sił morskich i ataków podwodnych oraz lotniczych. Oprócz US Navy uczestniczyły w nich jednostki korpusu piechoty morskiej, a niekiedy również armii. Manewry te przeprowadzane były na wielkich przestrzeniach oceanicznych, z zaangażowaniem dużej liczby jednostek morskich.
Jedną z ról Fleet Problems było sprawdzenie zasadności nowych teorii, odpowiadać miały na zasadnicze pytania strategiczne, operacyjne i taktyczne,  uzupełniając w tym zakresie przeprowadzane w Naval War College gry wojenne. Zasadniczymi celami 21 przeprowadzonych ogółem manewrów było szkolenie floty w prowadzeniu operacji na wielką skalę, szkolenie dowódców w ocenie sytuacji i planowaniu, studia nad planami wojennymi, instrukcjami operacyjnymi i doktrynami taktycznymi.
Manewry te przeprowadzane były zwykle w czasie od jednego do dziewięciu tygodni w środku zimy lub wczesną wiosną, po uprzednim skoncentrowaniu dostępnych okrętów i samolotów. Od roku 1923 do 1930 uczestniczyło w nich od 350 do 375 okrętów, z powodu Wielkiego Kryzysu i związanych z tym cięć budżetowych, w roku 1931 ich liczba spadła do 308 jednostek. W następnych latach liczba uczestniczących w manewrach okrętów wzrastała, aż do 400 jednostek na koniec 1939 roku, co związane było ze wzrostem tempa zbrojenia się Stanów Zjednoczonych. Fleet Problems były zwykle kulminacją całorocznego szkolenia marynarki, a każdy uczestniczący w nich wyższy dowódca otrzymywał specyficzne zadanie, zwykle o strategicznym lub operacyjnym charakterze, oraz siły którymi kierować miał w sposób pozwalający mu osiągnąć sukces w prawdziwej wojnie. Przez cały okres międzywojenny celowo unikano używania w oficjalnych dokumentach związanych z tymi manewrami nazwy „ćwiczenia”, zastępując je nazwą „manewry”, bądź też skrótowo „problem”.
Jedną z zadań Fleet Problems było także prowadzenie kampanii w zakresie public relations, mających na celu pozyskiwanie społecznego wsparcia dla marynarki wojennej. Ćwiczenia często kończyły się widowiskową paradą w jednym z wielkich miast, jak parada pod Golden Gate Bridge w San Francisco (Fleet Problem XIV w 1933 roku), czy parada całej floty w Nowym Jorku (Fleet Problem XV, w 1934 roku).
Pierwsze manewry Fleet Problem odbyły się od 18 do 22 lutego 1923 roku, ostatnie zaś – Fleet Problem XXI – od 1 kwietnia do 17 maja 1940 roku. Termin zaplanowanych początkowo na styczeń 1941 roku ćwiczeń Fleet Problem XXII, był w związku z sytuacją wojenną w Europie przesuwany, ostatecznie 3 grudnia 1941 roku ćwiczenia zostały anulowane przez dowodzącego flotą adm. Harolda Starka.
W okresie powojennym praktyka Fleet Problems nie była kontynuowana, a jedynie powojenne ćwiczenia na zbliżoną skalę odbyły się w listopadzie 1948 roku, gdy uczestniczyło w nich około 100 okrętów, w tym trzy lotniskowce floty, trzy lotniskowce eskortowe i jedyny pozostający w czynnej służbie pancernik.

## Znaczenie manewrów
Mimo że większość opinii o Fleet Problems skupia się na ich znaczeniu dla rozwoju lotnictwo pokładowego, w rzeczywistości ćwiczenia te wniosły fundamentalny wkład w rozwój każdej sfery  prowadzenia morskich działań wojennych i w każdy aspekt technologiczny, operacyjny oraz dowodzenia okrętami, samolotami i personelem. Każde ćwiczenia rozwijały kilka zagadnień eksperymentalnych, podejmowanych na różne sposoby, wraz ze wzrostem doświadczenia, technologii oraz planów. Znaczący wpływ na ćwiczenia miały prace teoretyczne w Naval Warl College, gdzie rezultaty ćwiczeń były poddawane analizie, każde kolejne ćwiczenia podążały też za rozwojem opracowywanych w Naval War College doktryn|.

### Taktyka okrętów liniowych
W czasie Fleet Problems eksperymentowano z taktykami działania pancerników, w tym w starciach z szybszymi japońskimi okrętami liniowymi, zdolnymi do postawienia „poprzeczki nad T”, skutkiem czego powstała taktyka „reverse action” (akcji odwrotnej)|. Fleet Problems dowiodły także relatywnej odporności pancerników na działania lotnictwa|. Stało to wprawdzie w sprzeczności z późniejszymi doświadczeniami w II wojnie światowej, dzięki jednak swojej sile ognia przeciwlotniczego oraz opancerzeniu, jednostki te były najbardziej odporne na ataki z powietrza spośród okrętów wszystkich klas|. Doświadczenia nabyte w trakcie Fleet Problem, zostały wprost zastosowane przy opracowywaniu założeń nowo budowanych pancerników typów North Carolina, South Dakota i Iowa|. Także podczas wojny na Pacyfiku w późniejszych latach, marynarka korzystała z doświadczeń Fleet Problems, od bitwy koło wschodnich Wysp Salomona konsekwentnie starając się pozycjonować pancerniki między własnymi lotniskowcami a kierunkiem, z którego spodziewano się nieprzyjacielskiego ataku lotniczego, uważając, że są bardziej odporne na ataki powietrzne, ponadto zaś że będą odciągały nieprzyjacielskie ataki od lotniskowców|.

### Operacje lotniskowców i lotnicze
W 1922 roku do służby w marynarce wprowadzony został USS „Langley” (CV-1) – pierwszy amerykański lotniskowiec, toteż manewry Fleet Problem pozwoliły na opracowanie pierwszych taktyk, do poziomu w którym lotniskowce stały się integralną częścią floty. Manewry te pozwoliły zrozumieć możliwości zapewniane przez lotniskowce i na wiele sposobów wpłynęły na dalszy rozwój lotnictwa morskiego. Do wielu wniosków wyciągniętych z Fleet Problem zaliczały się:
- lotniskowce dorównują pancernikom w rozstrzyganiu starć morskich;
- szybkie zespoły bojowe złożone lotniskowców, ciężkich krążowników i niszczycieli posiadają bardzo dużą zdolność do projekcji siły morskiej na znacznych obszarach morskich i lądowych;
- lotniskowce są bardzo wrażliwe na atak powietrzny, co zrodziło doktrynę „carrier first strike” – oznaczającą że starcie wygrywa strona której lotniskowce uderzą pierwsze;
- lotniskowce są bardzo wrażliwe gdy operują w pobliżu wrogich jednostek nawodnych;
- operacje lotniskowców wymagają bardzo dużego wsparcia logistycznego;
- bombardowanie w locie nurkowym przeciwko okrętom jest znacznie bardziej efektywne od bombardowania horyzontalnego.

Ćwiczenia te wykształciły w US Navy grupę entuzjastów lotnictwa morskiego popularyzujących je wewnątrz organizacji, zapewniły też znaczny wzrost doświadczenia lotniczego wśród personelu latającego, z wieloma pilotami nawet dwukrotnie zwiększającymi swój miesięczny nalot. Podczas trwającego zaledwie 10 dni Fleet Problem XIII (8-18 marca 1932), grupa lotnicza lotniskowca USS „Lexington” (CV-2) (Lexington Air Group) wykonała 310 lotów z łącznie 748 godzinami nalotu, podczas gdy grupa „Saratogi” (CV-3) 423 loty z 1035 godzinami nalotu.
W pierwszych Fleet Problems I i II (1923-24) wykorzystywano zamienniki celem uzyskania wstępnych idei wykorzystania lotnictwa w wojnie morskiej. Wejście służby „Langleya” pozwoliło na przeprowadzanie eksperymentów (Fleet Problem III-VIII (1924-28)) oraz praktycznych doświadczeń i problemów w operowaniu lotniskowcami. Po wejściu do służby „Lexingtona” i „Saratogi” (Fleet Problems IX-XV, (1929-34)), możliwe było przeprowadzenie znacznie bardziej intensywnych eksperymentów, które prowadziły do badań nad operacjami lotniskowców na wielką skalę, wciąż przy tym wykorzystywano dodatkowe surogaty. W czwartym etapie – po wprowadzeniu do służby USS „Ranger” (CV-4), „Yorktown” (CV-5) i „Enterprise” (CV-6) – (Fleet Problems XVI-XXI (1935-40)) przeprowadzano ogromne operacje z wykorzystaniem nawet czterech operacyjnych lotniskowców.
Prawdopodobnie największe znaczenie w zakresie dla rozwoju wykorzystania lotniskowców i ich lotnictwa, miały Fleet Problems IX, XIII, XIV i XV (1929, 1932, 1933, 1934), gdy wykazano potencjał autonomicznych grup bojowych (Task Forces) zgromadzonych wokół okrętów lotniczych. Manewry te miały największy wpływ na przekonanie najwyższej rangi admirałów co do efektywności autonomicznego lotnictwa morskiego. Fleet Problems natomiast w latach 1938-1940, były najbardziej zbliżone do faktycznych wydarzeń podczas wojny na Pacyfiku w roku 1942.

### Operacje okrętów podwodnych i ZOP
Od swojego zarania Fleet Problems obejmowały działania okrętów podwodnych i operacje przeciwpodwodne. Badaniom podlegały misje rozpoznawcze i prowadzony przez okręty podwodne skauting, nigdy natomiast nie eksperymentowano i nie ćwiczono działań związanych z nieograniczoną wojną podwodną. Ćwiczeniom podlegały działania okrętów podwodnych w ramach floty, rozwijano doktrynę fleet submarines, doktrynalnie wychodzono jednak z założenia, że nieograniczona wojna podwodna jaką prowadziły niemieckie okręty podwodne podczas I wojny światowej – po uczynieniu jej w 1922 roku bezprawną – była aberracją, która nigdy więcej się nie powtórzy. W rezultacie, nie podlegały ćwiczeniom działania okrętów podwodnych przeciwko statkom handlowym, jak również obrony tychże. Początkowo okręty podwodne przydzielano obu stronom ćwiczeń, z uwagi jednak na obawy przed możliwymi kolizjami, począwszy od Fleet Problem XVI (1935) okręty podwodne przydzielane były tylko do jednej ze stron ćwiczeń.